# Chiesa di Sant'Ambrogio ad Nemus
La chiesa di Sant'Ambrogio ad Nemus (in milanese gesioeul de Sant Ambrosin, pronuncia /ˈʤesiø de sãːt amˈbruzĩː/, conosciuto anche con il nomignolo di Sant Ambroeus Andem) è una chiesa cattolica di Milano. Si trova fuori dal centro storico, non lontano da Corso Sempione.

## Storia
Sebbene la chiesa di oggi sia molto moderna, la storia del sito è molto antica, risalendo al IV secolo. A quel tempo, sembra che ci fosse una chiesetta in mezzo ai boschi (dal quale il latino ad nemus) intorno a una casa: la leggenda dice che Sant'Ambrogio andasse lì a pregare; anche prima, si dice che fosse il luogo dove si era nascosto San Martino, quando era stato cacciato da Milano ai tempi del vescovo ariano Aussenzio. Nel corso dei secoli, la chiesetta ha acquisito sempre più importanza, tanto che è vero che è nato anche un ordine di frati. Nel 1377 fu effettuato il primo rinnovamento della chiesa, e poi ne fu effettuato un altro nel 1500. Nel 1635 crollò che il soffitto della chiesa e i lavori di restauro portarono a cambiare completamente la struttura del luogo di culto: si svilupparono sul pavimento del prete e del coro, così come i muri laterali, in modo da poter aprire finestre più ampie.
Nel 1644 viene soppresso il suo ordine dei frati e viene data ai francescani.
Durante il periodo napoleonico la chiesa venne occupata e divenne una fabbrica di cartoline e un deposito di munizioni. Gli altari e il pavimento furono distrutti, e furono scrostati gli affreschi fino a due metri di altezza. I quadri e le altre opere d'arte furono portate in Francia, tranne la  Pala Sforzesca (fatta intorno al 1494), che ora si trova nella Pinacoteca di Brera. Nel 1813 divenne un ospedale; nel 1852 fu trasformato in una casa di riposo per i sacerdoti anziani. Infine nel 1857 la chiesa passò nelle mani di  don Luigi Guanella, che comprò tutto il complesso per trasformarlo in un luogo di carità. Verso la fine di quel secolo la chiesetta venne ampliata di circa 10 metri. L'ultimo rifacimento è quello della facciata, realizzato nel 1928.